# Malthinus schmidi
Malthinus schmidi es una especie de coleóptero de la familia Cantharidae.

## Distribución geográfica
Habita en la India.